# ماريان مرميتش
ماريان مرميتش (بالكرواتية: Marijan Mrmić)‏ مواليد 6 مايو 1965 في سيساك، جمهورية يوغوسلافيا الاشتراكية الاتحادية، هو لاعب كرة قدم كرواتي دولي سابق كان يلعب كحارس مرمى. اعتزل اللعب عام 2000. سبق له أن لعب في كأس العالم لكرة القدم مع منتخب بلاده. بدأ مسيرته الرياضية عام 1983. لعب خلال مسيرته 384 مباراة سجل خلالها 0 أهداف.

## المسيرة الاحترافية

### أندية لعب لها
- نادي بشكتاش
- نادي رويال شارلروا

## روابط خارجية
- ماريان مرميتش على موقع الاتحاد الدولي (مؤرشف)  (الإنجليزية)
- ماريان مرميتش على موقع اتحاد كرواتيا (الكرواتية)
- ماريان مرميتش على موقع اتحاد تركيا (لاعب) (الإنجليزية)
- ماريان مرميتش على موقع قاعدة بيانات كرة القدم.إي يو (الإنجليزية)
- ماريان مرميتش على موقع ناشيونال فوتبول تيمز (الإنجليزية)
- ماريان مرميتش على موقع Soccerway.com (الإنجليزية)
- ماريان مرميتش على موقع عالم كرة القدم.نت (الإنجليزية)